# Boks kotów (Prof. Welton’s)
Boks kotów (Prof. Welton’s) – amerykański film niemy z 1894 roku w reżyserii William Heise i William K.L. Dickson